# 새마을로 (밀양 경산)
새마을로(Saemaeul-ro)는 경상남도 밀양시 상동면 금산리 신곡삼거리와 경상북도 경산시 남천면 하도리 고래 교차로를 잇는 도로이다. 전 구간 국도 제25호선에 속한다.

## 연혁
- 2009년 7월 10일 : 2개 이상 시·도에 걸쳐 있는 도로로 새마을로를 고시[1]
- 2013년 2월 28일 : 남천 ~ 청도간 도로 2공구(청도군 청도읍 원정리 ~ 화양읍 다로리) 8.0 km 구간 확장 개통, 기존 청도군 청도읍 송읍리 ~ 화양읍 다로리 5.7km 구간 폐지[2][3]
- 2013년 6월 30일 : 남천 ~ 청도간 도로 1공구(청도군 화양읍 다로리 ~ 경산시 남천면 흥산리) 5.35km 구간 확장 개통[4][5]
- 2013년 8월 29일 : 남천 ~ 청도간 도로 1공구 개통으로 인해 기존 청도군 화양읍 다로리 ~ 경산시 남천면 흥산리 6.21km 구간 폐지[6]

## 주요 경유지
경상남도
- 밀양시 (상동면)

경상북도
- 청도군 (청도읍 · 화양읍) - 경산시 (남천면)

## 노선
| 이름                        | 접속 노선                                | 소재지 | 소재지                                                     | 비고                   |
| --------------------------- | ---------------------------------------- | ------ | ---------------------------------------------------------- | ---------------------- |
| 신곡삼거리                  | 국도 제25호선 지방도 제1077호선 (상동로) | 밀양시 | 상동면                                                     | 국도 제25호선 구간     |
| 상동교                      |                                          | 밀양시 | 상동면                                                     | 국도 제25호선 구간     |
| (옥산마을)                  | 국도 제58호선 (여수길)                   | 밀양시 | 상동면                                                     | 국도 제25, 58호선 구간 |
| 옥산삼거리                  | 국도 제58호선 (온천로)                   | 밀양시 | 상동면                                                     | 국도 제25, 58호선 구간 |
| 한재치안센터                | 지방도 제902호선 (한재로)                | 청도군 | 청도읍                                                     | 국도 제25호선 구간     |
| 초현교 신도과선교           |                                          | 청도군 | 청도읍                                                     | 국도 제25호선 구간     |
| 원동삼거리                  | 금호길                                   | 청도군 | 청도읍                                                     | 국도 제25호선 구간     |
| 월곡삼거리                  | 청화로                                   | 청도군 | 청도읍                                                     | 국도 제25호선 구간     |
| 청도2교                     |                                          | 청도군 | 청도읍                                                     | 국도 제25호선 구간     |
| 원정 교차로                 | 중앙로                                   | 청도군 | 청도읍                                                     | 국도 제25호선 구간     |
| 원정교                      |                                          | 청도군 | 청도읍                                                     | 국도 제25호선 구간     |
| 모강 교차로                 | 국도 제20호선 (청려로)                   | 청도군 | 청도읍                                                     | 국도 제25호선 구간     |
| 충혼 교차로                 |                                          | 청도군 | 청도읍                                                     | 국도 제25호선 구간     |
| 청도 나들목 (청도IC 교차로) | 55호선 중앙고속도로                      | 청도군 | 청도읍                                                     | 국도 제25호선 구간     |
| 송읍 교차로                 | 송읍길                                   | 청도군 | 청도읍                                                     | 국도 제25호선 구간     |
| 신평교                      |                                          | 청도군 | 청도읍                                                     | 국도 제25호선 구간     |
| 화양읍                      |                                          | 청도군 |                                                            | 국도 제25호선 구간     |
| 진라 교차로                 | 송읍길                                   | 청도군 | 국도 제25호선 구간 경산 방향 진출 불가 밀양 방향 진입 불가 |                        |
| 삼신2교                     | 남성현로 이슬미로                        | 청도군 | 국도 제25호선 구간                                         |                        |
| 용암교                      | 남성현로 온천길                          | 청도군 | 국도 제25호선 구간                                         |                        |
| 남성현 교차로 (삼신1교)     | 남성현로 삼신길                          | 청도군 | 국도 제25호선 구간                                         |                        |
| 남성현과선교                |                                          | 청도군 | 국도 제25호선 구간                                         |                        |
| 남성현터널                  |                                          | 청도군 | 국도 제25호선 구간 연장 1,730m                             |                        |
| 남성현터널                  |                                          | 경산시 | 국도 제25호선 구간 연장 1,730m                             | 남천면                 |
| 고래 교차로                 | 남성현로                                 | 경산시 | 국도 제25호선 구간                                         | 남천면                 |
| 경청로와 직결               |                                          |        |                                                            |                        |

## 주요 건물 및 시설
- 한재치안센터 (경상북도 청도군 청도읍 새마을로 143)
- 청도군장애인복지관 (경상북도 청도군 청도읍 새마을로 1102-12)
- 청도경찰서 (경상북도 청도군 청도읍 새마을로 1362)